# Эр (приток Эны)
Эр (фр. Aire) — река в северной Франции, в регионе Гранд-Эст. Правый приток Эны. Длина реки — 125 км. Площадь водосборного бассейна — 1000 км².
Её исток находится недалеко от деревни Сент-Обен-сюр-Эр. Река протекает по территории двух департаментов (Мёз и Арденны) и 45 коммун. В том числе она проходит через населённые пункты Пьерфит-сюр-Эр, Клермон-ан-Аргон, Варен-ан-Аргон и Гранпре и впадает в Эну в Терме.

## Гидрология
Среднегодовой расход воды на гидрологической станции в Шевьере составляет 13,4 м³/с.
| Средний расход воды (м³/с) реки Эр по месяцам с 1960 по 2020 гг. (замеры производились на гидрологическом посту в Шевьере) |